# Exoprosopa turkestanica
Exoprosopa turkestanica är en tvåvingeart som beskrevs av Paramonov 1925. Exoprosopa turkestanica ingår i släktet Exoprosopa och familjen svävflugor. Inga underarter finns listade i Catalogue of Life.